# ヴィキングル・オラフソン
ヴィキングル・オラフソン（Víkingur Ólafsson、1984年2月14日 - ）は、アイスランドのピアニスト。

## 略歴
ジュリアード音楽院でロバート・マクドナルドのクラスでピアノを学ぶ。2008年卒業。ジュリアード・オーケストラ、アイスランド交響楽団などと共演。オックスフォード大学、レイキャヴィーク大学のマスタークラスで、ピアノを指導。
2016年2月、アイスランドの音楽フェスタ、Vinterfest（冬のフェスタ）のディレクターを務める。
2016年、名門ドイツ・グラモフォンと専属契約。以降、ほぼ毎年アルバムをリリースしている。また世界各地で演奏活動も活発に行なっている。日本にも4回来日し、リサイタルの他、ヴァイオリンの庄司紗矢香との共演もある。2018年の初来日では庄司紗矢香のヴァイオリン、ウラディーミル・アシュケナージ指揮のNHK交響楽団で、メンデルスゾーンの『ヴァイオリン、ピアノと弦楽合奏のための協奏曲』を演奏する。
リサイタルやデュオ、室内楽に加えてオーケストラとの共演も多く、モーツァルト、シューマン、ブラームス、ラヴェル、グリークなどの他、ジョン・クーリッジ・アダムス、Edmund Finnisなど現代作曲家の作品も好んで演奏している。
コロナ禍でコンサート中止がつづいた間も、BBC（英国放送協会）の「BBC Radio 4」で無観客ライヴを毎週行ない、100万人以上の人が毎回聴取した。
2025年、バッハ『ゴルトベルク変奏曲』で「第67回グラミー賞」最優秀クラシカル・インストゥルメンタル・ソロを受賞。

## エピソード
ヴィキングルは音楽一家に育った。母親と父親はベルリンのベルリン芸術大学で、それぞれがピアノと作曲を学んでいたとき知り合った。母親からピアノを習っていた10歳の誕生日に、叔母から好きなCDをプレゼントすると言われ、「モーツァルトとウェーバーのクラリネット五重奏曲集」（クラリネット五重奏曲 (モーツァルト)・クラリネット五重奏曲 (ウェーバー)）を選んだ。レイキャビックのメインストリートにあるレコード店でのことだった。当時、ヴィキングルはモーツァルトのピアノソナタを学んでいた。
母親と父親はどちらもエミール・ギレリスを崇拝しており、一家の伝説的人物だったという。しかしポリーニに関しては意見が分かれた。父親は好んで聴いたが、母親は演奏がやや客観的すぎると感じていた。息子のヴィキングルは父親の側に立ったが、母親の言うことも理解できたという。
12歳のとき、新聞配達をして貯めたお金で、カラヤン指揮ベルリン・フィルハーモニー管弦楽団の「ベートーヴェン全交響曲集」のボックスセットを買った。その頃、ヴィキングルはベートーヴェンのピアノソナタを学んでいた。母親は交響曲を聴くことは、ピアノソナタの理解に役立つと考えていたという。ヴィキングルは年代順に聴いていき、中でもハ長調の楽天的な第1番（交響曲第1番 (ベートーヴェン)）が最も気に入り、購入した1年間で100回は聴いたとブログに書いている。

## ディスコグラフィ
- 『Debut』 - Debut 2009年（自主レーベルDirrindíより[9]より）
- 『ショパン – バッハ』 - Chopin-Bach 2011年（自主レーベルDirrindí）
- 『冬の旅』 -  Winterreise 2012年（自主レーベルDirrindíより：アイスランドのバス歌手、クリスティン・シグムンドソンとの共演）

以下のアルバムはすべて、専属契約したドイツグラモフォンよりリリース ＊日本での販売はユニバーサルミュージック_(日本)
- 『フィリップ・グラス – ピアノ・ワークス』 - Philip Glass – Piano Works 2017年
- 『ヨハン・セバスチャン・バッハ』  Johann Sebastian Bach 2018年
- 『ドビュッシー – ラモー』 Debussy • Rameau 2020年
- 『モーツァアルト＆コンテンポラリーズ』  Mozart & Contemporaries 2021年
- 『フロム・アファー』 - From Afar 2022年10月[10]

## 受賞歴
- グラモフォン「アーティスト・オブ・ジ・イヤー」受賞 2019年[11]
- BBC Music Magazine『ヨハン・ゼバスティアン・バッハ』で「Instrumental Album of the Year」受賞 2019年 [12]
- ショック賞音楽部門を受賞 2022年
- 第63回グラミー賞 最優秀クラシカル・インストゥルメンタル・ソロ（バッハ『ゴルトベルク変奏曲』）2025年[7]